# Oscar ai migliori effetti tecnici
L'Oscar ai migliori effetti tecnici venne assegnato solamente nel 1929 ai migliori effetti tecnici.

## Vincitori e candidati
Vengono di seguito indicati in grassetto i vincitori. Ove ricorrente e disponibile, viene indicato il titolo in lingua italiana e quello in lingua originale tra parentesi. Gli anni indicati sono quelli in cui è stato assegnato il premio e non quello in cui è stato diretto il film. 
- 1929
  - Roy Pomeroy - Ali (Wings)
  - Ralph Hammeras - (Questo premio non fu associato ad un particolare film)
  - Nugent Slaughter - (Questo premio non fu associato ad un particolare film, anche se nei risultati ufficiali l'Academy indica che Slaughter fu candidato principalmente per Il cantante di jazz)